# Can Canals-Miralles
Can Canals-Miralles, també anomenat Can Sangrà, és un edifici situat al carrer Major de Sarrià cantonada amb el de Canet al barri de Sarrià de Barcelona, catalogat com a bé cultural d'interès local.

## Història
L'edifici primitiu, de planta baixa i un pis, va ser construït en algun moment entre mitjans del segle xviii i el 1786 per la família Canals, fabricants d'indianes. A finals del segle xix, es posà en subhasta i fou adjudicat a Ramon Miralles, constructor i alcalde de Sarrià, que li va afegir un pis. Actualment, és propietat del seu besnet Josep Sangrà i Bosch.

## Descripció
És una casa senyorial de planta baixa i dos pisos, amb terrat. Les façanes estan decorades amb esgrafiats geomètrics i a l'extrem de llevant hi ha una tribuna semicircular de factura més moderna. La façana principal del carrer Major de Sarrià s'obre a un jardí que s'estén al llarg del carrer de Canet, clos per una reixa amb una porta de ferro forjat. A principis del segle xx, el jardí era molt més gran i anava des del carrer de l'Hort de la Vila fins al carrer de Canet.